# Seguros Bolivar Open Medellin 2008
Il Seguros Bolivar Open Medellin 2008 è stato un torneo di tennis facente parte della categoria ATP Challenger Series nell'ambito dell'ATP Challenger Series 2008. Il torneo si è giocato a Medellín in Colombia dal 10 al 16 novembre 2008 su campi in terra rossa e aveva un montepremi di $35 000+H.

## Vincitori

### Singolare
Leonardo Mayer ha battuto in finale  Sergio Roitman con il punteggio di 6–4, 7–5

### Doppio
Juan Sebastián Cabal /  Alejandro Falla hanno battuto in finale  Juan Pablo Amado /  Víctor Estrella Burgos che si sono ritirati sul punteggio di 3–4